# Вижаиха (приток Колвы)
Вижаиха — река в России, протекает по Чердынскому району Пермского края.

## Описание
Протекает в северной части Чердынского района Пермского края. Исток — восточнее деревни Перевальная. Устье реки находится по правому берегу реки Колва в 100 км от её устья, у посёлка Вижайха. Длина реки составляет 94 км, площадь водосборного бассейна — 375 км². В реку впадает 55 притоков длиной менее 10 км. Основной приток (левый) — река Большая Люль.

## Данные водного реестра
По данным государственного водного реестра России относится к Камскому бассейновому округу, водохозяйственный участок реки — Кама от водомерного поста у села Бондюг до города Березники, речной подбассейн реки — бассейны притоков Камы до впадения Белой. Речной бассейн реки — Кама.
Код объекта в государственном водном реестре — 10010100212111100006574.